# ملبيغة بيضاء الأزهار
ملبيغيا بيضاء الأزهار (الاسم العلمي:Malpighia albiflora) هي نوع من النباتات تتبع جنس الملبيغيا من الفصيلة الملبيغية.